# ロシア軍艦対馬占領事件

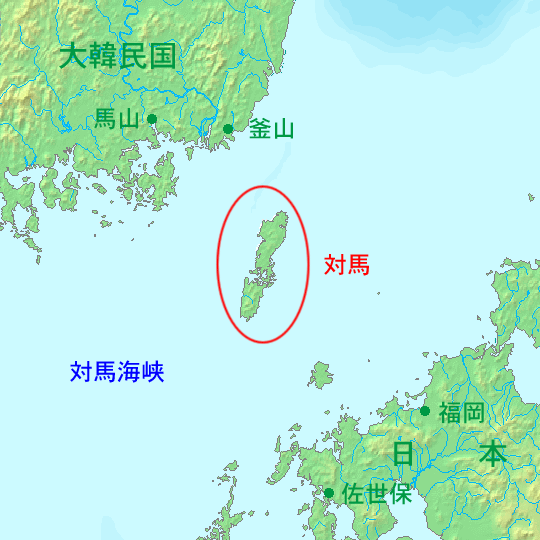
対馬

ロシア軍艦対馬占領事件（ロシアぐんかんつしませんりょうじけん）は、幕末にロシア帝国の軍艦が対馬芋崎を占拠し、兵舎・工場・練兵場などを建設して半年余にわたって滞留した事件。ポサドニック号事件とも呼ばれる。

## 経過

### ロシア軍艦の進出

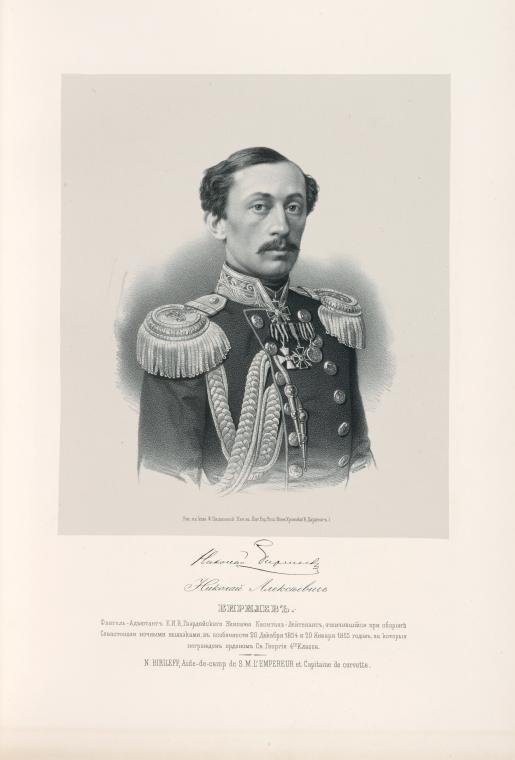
ニコライ・ビリリョフ

文久元年2月3日（1861年3月14日）、ロシア帝国海軍中尉ニコライ・ビリリョフは軍艦ポサドニック号で対馬に来航し、尾崎浦に投錨し測量、その後浅茅湾内に進航した。
ロシア艦隊の中国海域艦隊司令官であったイワン・リハチョーフ大佐は、不凍港を確保するため対馬海峡に根拠地を築くことを提案したが、日本との関係が悪化することを懸念したロシア政府はリハチョーフの提案を拒絶。しかし、海事大臣であった大公コンスタンチン・ニコラエヴィチが、対馬への艦隊派遣を許可させたため、リハチョーフ司令官の命令によりポサドニック号が派遣されたのであった（南下政策・帝国主義も参照）。
ポサドニック号が尾崎浦に投錨すると、藩主宗義和は重臣を急派し、非開港場投錨の非を責め、速やかに退帆するよう抗議した。しかしビリリョフ艦長は船が難破して航行に耐えられないので、修理のために来航した旨を回答し、さらに修理工場の設営資材や食料・遊女を要求した。
3月4日には芋崎に無断で上陸して兵舎の建設などを始めた。その後、船体修理を名目に工場・練兵場などを建設する。

### 対馬藩との交渉

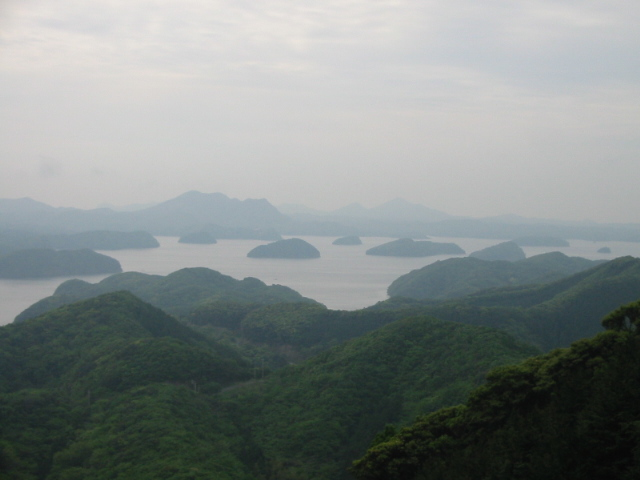
浅茅湾（烏帽子岳展望所から）

対馬藩内では対応を巡って、武力での排撃を主張する攘夷派と紛争を避けようとする穏健派で論争が起こり藩内は混乱した。宗義和は事を荒立てず穏便に解決しようと接しながらも、問状使をポサドニック号に派遣し、その不法を何度か詰問した。しかしロシア側は無回答を貫き、優勢な武力をもって日本側を脅かしたり、住民を懐柔したりし、木材・牛馬・食糧・薪炭を強奪または買収して滞留の準備を整えた。またロシア水兵は短艇を操って沿岸を測量し、山野を歩き回って野獣を捕獲したり、中には婦女を追跡して脅かす水兵もいたため、住民は激昂し、しばしば紛争が起こった。
ビリリョフ艦長は対馬藩に対し藩主への面会を再三要求し、3月23日には芋崎の租借を求めて来た。ロシア側としては強引に対馬藩に租借を承諾させ、これを既成事実として幕府に認めさせる思惑であった。対馬藩では対応に苦慮し、面会要求を拒否しつつ、長崎と江戸に急使を派遣して幕府の指示を仰いだ。
4月12日、ロシア兵が短艇に乗り大船越の水門を通過しようとしたのを対馬藩の警備兵が制止すると、ロシア兵は警備兵・松村安五郎を射殺、さらに郷士2名を捕虜として拉致し、軍艦に連行した。内1名（吉野数之助）は舌を噛み切って自殺した。ロシア軍の暴挙はこれに留まらず、番所を襲撃して武器を強奪し、数人の住民を拉致し、7頭の牛を奪って帰船。さらに翌日には水兵100余人を派して大船越の村で略奪を行った。
宗義和はポサドニック号に速やかに退去することを要求しながらも、米・塩・薪炭を贈り、懐柔を図った。紛争を避けるため、藩内士民には軽挙を戒める一方で、密かに沿岸に砲台を築造し、事態に備えた。また、宗氏の所領の肥前田代では代官平田大江が手兵を率いて対馬に渡り、ロシア兵を討つ気勢を示した。

### 幕府の対応
長崎奉行・岡部長常は対馬藩に対し紛争を回避するように慎重な対応を指示する一方で、不法行為を詰問する書をビリリョフ艦長に送り、佐賀、筑前、長州をはじめ隣藩諸侯に実情を調査させ、対策を議したが有効な手は打てなかった。
幕府は報告を受けて驚き、箱館奉行・村垣範正に命じて、同地駐在のロシア総領事ヨシフ・ゴシケーヴィチにポサドニック号退去を要求させる。また外国奉行・小栗忠順を咸臨丸で対馬に急派して事態の収拾に当たらせた。
文久元年5月7日、目附溝口八十五郎などを率いて対馬に到着した小栗忠順は、5月10日、艦長ビリリョフと会見した。この第一回の会談でロシア側は贈品謝礼を口実に藩主への謁見を強く求め、小栗は謁見を許可する旨を回答。5月14日、第二回の会談で小栗はロシア兵の無断上陸を条約違反であるとして抗議。5月18日、第三回会談で藩主謁見の実現を求めるビリリョフに対し小栗は（老中安藤信正に謁見は対馬居留を認めることになるので許可できないといわれたので）前言を翻し謁見はできないと回答。話が違うとビリリョフは猛抗議を行ったが、小栗は「私を射殺して構わない」と言い切り、交渉を押し切った。5月20日には小栗は対馬を離れ、江戸に向かった。
江戸に戻った小栗は、老中に、対馬を直轄領とすること、今回の事件の折衝は正式の外交形式で行うこと、国際世論に訴えることなどを提言。しかし老中はこの意見を受け入れず、小栗は7月に外国奉行を辞任することになる。
5月26日、交渉に行き詰まった対馬藩では藩主謁見を実現せざるを得なくなり、ビリリョフは軍艦を府中に回航し、部下を従えて藩主宗義和に謁し、短銃、望遠鏡、火薬および家禽数種を献じ、長日滞留の恩を謝した。しかしロシア側は芋崎の永久租借を要求し、見返りとして大砲50門の進献、警備協力などを提案した。対馬藩側では幕府に直接交渉して欲しいと回答して要求をかわした。沿道警備にあたった藩内士民はロシア兵の傲岸な態度に激怒したが、辛うじて事なきを得た。

### イギリスの介入

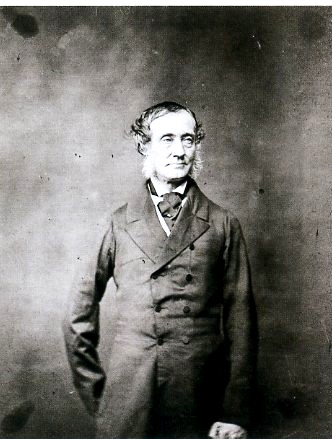
ラザフォード・オールコック

7月9日、イギリス公使ラザフォード・オールコックとイギリス海軍中将ジェームズ・ホープが幕府に対し、イギリス艦隊の圧力によるロシア軍艦退去を提案、老中・安藤信正らと協議する。
7月23日、イギリス東洋艦隊の軍艦2隻（エンカウンター、リンドーブ）が対馬に回航し示威行動を行い、ホープ中将はロシア側に対して厳重抗議したが、実際はこの時点でオールコックも、イギリスによる対馬占領を本国政府に提案していた（8月2日付・坂本藤良『小栗上野介の生涯』講談社）。
また老中・安藤信正は再度、箱館奉行・村垣範正に命じてロシア領事に抗議を行わせた。これまでビリリョフの行動をそのままにさせていたロシア領事ゴシケーヴィチは、イギリスの干渉を見て形勢不利と察し、軍艦ヲフルチニックを対馬に急派し、ビリリョフを説得。文久元年8月15日（1861年9月19日）、ポサドニック号は対馬から退去した。
9月、外国奉行野々山兼寛らは幕命を奉じて対馬に渡航し、箱館談判の決議にもとづいてロシア艦滞泊後の善後処置に任じ、ロシア人の造営物は破壊し、その材料は長崎に保管した。
ロシア側の意図は、極東での根拠地獲得、南海航路の確保だったといわれ、当時アジア一帯に広大な植民地を持っていたイギリスに先を越され、対馬を租借されるのを恐れていたとされている。

## 関連書籍
- 日野清三郎著、長正統編『幕末における対馬と英露』（東京大学出版会,1968年）
- セルゲイ・ズナメンスキー『ロシア人の日本発見』（北海道大学図書刊行会,1979年)
- 郡山良光『幕末日露関係史研究』（国書刊行会,1980年)
- 山本博文『鎖国と海禁の時代』（校倉書房,1995年)
- 司馬遼太郎『坂の上の雲』（文藝春秋,2004年）
- 佐藤雅美『覚悟の人　小栗上野介忠順伝』（岩波書店,2007年3月）ISBN 978-4-00-022477-2
- 平川新『開国への道』（小学館,2008年)
- 平川新監修『ロシア史料にみる18-19世紀の日露関係』（東北大学東北アジア研究センター,2004-8)
- 伊藤一哉『ロシア人の見た幕末日本』（吉川弘文館、2009年）
- みなもと太郎『風雲児たち』（リイド社,2014「コミック乱」連載)